# Zygothrica sectipoeyi
Zygothrica sectipoeyi är en tvåvingeart som beskrevs av Burla 1956. Zygothrica sectipoeyi ingår i släktet Zygothrica och familjen daggflugor. Inga underarter finns listade i Catalogue of Life.